# Jacqueline Burns
Jacqueline „Jackie“ Burns (* 6. März 1997 in Cookstown) ist eine nordirische Fußballspielerin. Die Torfrau steht derzeit beim FC Reading unter Vertrag und spielte 2013 erstmals für die A-Nationalmannschaft.

## Karriere

### Vereine
Jacqueline Burns spielte zunächst für den Mid-Ulster Ladies F.C. Während ihres Studiums spielte sie in der Frauenfußballmannschaft der Carson-Newman University in den Vereinigten Staaten. Einen Teil der Saison 2019 verbrachte sie beim isländischen Verein ÍBV Vestmannaeyja. Am 24. August 2020 wurde bekanntgegeben, dass Burns von Glentoran verpflichtet wurde. Am 11. März 2022 gab BK Häcken bekannt, dass man Burns bis zum Ende der Saison 2023 verpflichtet hat, jedoch wurde am 24. Juni 2022 bekannt, dass sie den Verein im beiderseitigen Einverständnis verlassen hat. Schließlich wurde am 5. August 2022 bekannt, dass Burns einen Vertrag beim Reading FC unterschrieben hat.

### Nationalmannschaft
Jacqueline Burns spielte für die nordirische U-17-Mannschaft und U-19-Mannschaft. Am 3. Juli 2013 spielte sie in der Partie gegen die niederländischen Nationalmannschaft erstmals für die nordirische Nationalmannschaft. Sie kam bei der Qualifikation zur Fußball-Weltmeisterschaft der Frauen 2019 und bei der Fußball-Europameisterschaft der Frauen 2022 zum Einsatz.